# 金玉良缘红楼梦
《金玉良缘红楼梦》是1977年上映的一部香港电影，根据古典名著《红楼梦》改编，由邵氏电影公司出品。导演为李翰祥。本片荣获台灣第15屆金馬獎最佳剧情片美术设计奖、第二十四届亚洲影展最佳服装及最佳美术设计奖。 

## 剧情
京城里的世家大族贾府中，贾家公子贾宝玉与表妹林黛玉相恋，但为家长所不容。贾家设计瞒骗宝玉，让其娶了金陵薛家的女儿薛宝钗。黛玉误以为宝玉移情别恋，伤心不已，凄然病逝。乃至宝玉得知真相，但与爱人已阴阳两隔，肝肠寸断，万念俱灰，遂遁入空门。

## 演员表
| 角色         | 演员       | 备注                 |
| ------------ | ---------- | -------------------- |
| 贾宝玉       | 林青霞     |                      |
| 林黛玉       | 张艾嘉     | 宝玉之姑表妹         |
| 薛宝钗       | 米 雪      | 宝玉之姨表姐         |
| 紫鹃         | 狄波拉     | 賈母賜給黛玉的丫鬟   |
| 贾政         | 岳华       | 贾宝玉之父           |
| 贾母         | 王莱       | 賈寶玉的奶奶         |
| 王夫人       | 欧阳莎菲   | 贾宝玉之母           |
| 贾赦         | 田青       | 贾母的长子           |
| 王熙凤       | 胡锦       | 贾宝玉之堂嫂         |
| 焦大         | 姜南       | 宁国府的老奴         |
| 蒋玉菡       | 郭佑华     | 伶人，又名琪官       |
| 薛姨妈       | 林静       | 薛宝钗之母           |
| 袭人         | 祝菁       | 贾宝玉之丫鬟         |
| 晴雯         | 尤翠玲     | 贾宝玉之丫鬟         |
| 麝月         | 惠英紅     | 贾宝玉之丫鬟         |
| 鸳鸯         | 刘慧玲     | 贾母之丫鬟           |
| 周瑞家的     | 吕红       |                      |
| 傻大姐       | 徐爱心     |                      |
| 忠顺王府家人 | 辛树华     |                      |
| 作法道士     | 谷峰、詹森 | 做法解宝玉之魇       |
| 宣读圣旨者   | 沈劳       | 宣读圣旨查抄贾赦家产 |

## 职员表
- 制作人：方逸华
- 监制： 邵逸夫
- 原著： 曹雪芹
- 导演： 李翰祥
- 副导演（助理）:夏祖辉、马斐
- 编剧： 李翰祥
- 摄影： 林超
- 配乐： 王福龄
- 剪辑： 姜兴隆
- 道具：黎沃
- 服装设计： 李燕萍、张曼菱
- 灯光： 陈芬；陈辉炎
- 录音：王永华
- 剧务：刘清鹏
- 布景师：陈景森

## 製作
原先導演屬意由林青霞扮演林黛玉，但幾度排練過程中，發現林青霞比張艾嘉明顯個頭高，一位168、一位161，於是來個大逆轉⋯也順勢開展林青霞能夠帥氣英氣詮釋男角的第一彈，例如爾後的《刀馬旦》與東方不敗等。

## 外部連結
- 開眼電影網上《金玉良缘红楼梦》的資料（繁體中文）
- 香港影庫上《金玉良缘红楼梦》的資料（繁體中文）
- 豆瓣电影上《金玉良缘红楼梦》的資料 （简体中文）
- 时光网上《金玉良缘红楼梦》的資料（简体中文）
- 互联网电影数据库（IMDb）上《金玉良缘红楼梦》的资料（英文）